# 佐藤信弘
佐藤信弘（さとう のぶひろ、1936年9月23日- ）は、日本の歌人。

## 人物・来歴
東京府（現豊島区）生まれ。実家は真言宗寺院。1960年学習院大学経済学部卒業。伊勢丹百貨店に入社し、定年となる1996年まで勤める。
1959年、加藤克巳の主宰する歌誌「近代』」に入会。1963年、加藤が「近代」を終刊して新たに「個性」を創刊し、佐藤も参加する。1993年、沖ななもと「詞法」を創刊。1998年、脳梗塞で倒れ、闘病生活に入る。2004年、「個性」が終刊する。同時に沖が「詞法」を改名して「熾」を創刊し、佐藤も参加。
作風は超難解とされ、「実験的前衛モダニズム短歌とでもいうべき孤高の姿をしている」と評されている。

## 著書
- 『具体 佐藤信弘作品集』　短歌新聞社、1968年
- 『海胆と星雲』　短歌新聞社、1973年
- 『制多迦童子の収穫』　青和工房、1974年
- 『加藤克巳の世界』　潮汐社、1976年
- 『こけらぶきのけしき 佐藤信弘作品集』〈個性叢書〉　風心社、1988年
- 『鼬の天 「具体」から「ゲルニカ」まで』　風心社　1993年
- 『昼煙火 古賀春江の景』〈個性叢書〉　短歌新聞社、1993年